# Dvanaesta Vlada Republike Hrvatske
Dvanaesta Vlada Republike Hrvatske je saziv Vlade Republike Hrvatske, kojoj je mandat započeo 23. prosinca 2011., a okončan je 22. siječnja 2016. Predsjednik Vlade bio je Zoran Milanović (SDP).

## Sastav
| ministar | ministar             | ministar             | stranka           | portfelj                                                                                      | period                                                                            |
| -------- | -------------------- | -------------------- | ----------------- | --------------------------------------------------------------------------------------------- | --------------------------------------------------------------------------------- |
|          | Zoran Milanović      | Zoran Milanović      | SDP               | predsjednik Vlade                                                                             | 23. prosinca 2011. – 22. siječnja 2016.                                           |
|          | Radimir Čačić        | Radimir Čačić        | HNS               | prvi potpredsjednik Vlade i ministar gospodarstva                                             | 23. prosinca 2011. – 14. studenoga 2012.                                          |
|          | Vesna Pusić          | Vesna Pusić          | HNS               | prva potpredsjednica Vlade ministrica vanjskih i europskih poslova                            | 16. studenoga 2012. – 22. siječnja 2016. 23. prosinca 2011. – 22. siječnja 2016.  |
|          | Neven Mimica         | Neven Mimica         | SDP               | potpredsjednik Vlade (za unutarnju, vanjsku i europsku politiku)                              | 23. prosinca 2011. – 1. srpnja 2013.                                              |
|          | Milanka Opačić       | Milanka Opačić       | SDP               | potpredsjednica Vlade (za društvene djelatnosti) i ministrica socijalne politike i mladih     | 23. prosinca 2011. – 22. siječnja 2016.                                           |
|          | Branko Grčić         | Branko Grčić         | SDP               | ministar regionalnoga razvoja i fondova Europske unije potpredsjednik Vlade (za gospodarstvo) | 23. prosinca 2011. – 22. siječnja 2016. 21. studenoga 2012. – 22. siječnja 2016.  |
|          | Ranko Ostojić        | Ranko Ostojić        | SDP               | ministar unutarnjih poslova potpredsjednik Vlade (za unutarnju politiku)                      | 23. prosinca 2011. – 22. siječnja 2016. 15. srpnja 2013. – 22. siječnja 2016.     |
|          | Slavko Linić         | Slavko Linić         | SDP               | ministar financija                                                                            | 23. prosinca 2011. – 14. svibnja 2014.                                            |
|          | Boris Lalovac        | Boris Lalovac        | SDP               | ministar financija                                                                            | 14. svibnja 2014. – 22. siječnja 2016.                                            |
|          | Ante Kotromanović    | Ante Kotromanović    | SDP               | ministar obrane                                                                               | 23. prosinca 2011. – 22. siječnja 2016.                                           |
|          | Rajko Ostojić        | Rajko Ostojić        | SDP               | ministar zdravlja                                                                             | 23. prosinca 2011. – 18. lipnja 2014.                                             |
|          | Siniša Varga         | Siniša Varga         | SDP               | ministar zdravlja                                                                             | 18. lipnja 2014. – 22. siječnja 2016.                                             |
|          | Orsat Miljenić       | Orsat Miljenić       | nestranački / SDP | ministar pravosuđa                                                                            | 23. prosinca 2011. – 22. siječnja 2016.                                           |
|          | Arsen Bauk           | Arsen Bauk           | SDP               | ministar uprave                                                                               | 23. prosinca 2011. – 22. siječnja 2016.                                           |
|          | Ivan Vrdoljak        | Ivan Vrdoljak        | HNS               | ministar graditeljstva i prostornog uređenja ministar gospodarstva                            | 23. prosinca 2011. – 16. studenoga 2012. 16. studenoga 2012. – 22. siječnja 2016. |
|          | Gordan Maras         | Gordan Maras         | SDP               | ministar poduzetništva i obrta                                                                | 23. prosinca 2011. – 22. siječnja 2016.                                           |
|          | Mirando Mrsić        | Mirando Mrsić        | SDP               | ministar rada i mirovinskog sustava                                                           | 23. prosinca 2011. – 22. siječnja 2016.                                           |
|          | Zlatko Komadina      | Zlatko Komadina      | SDP               | ministar pomorstva, prometa i infrastrukture                                                  | 23. prosinca 2011. – 18. travnja 2012.                                            |
|          | Siniša Hajdaš Dončić | Siniša Hajdaš Dončić | SDP               | ministar pomorstva, prometa i infrastrukture                                                  | 18. travnja 2012. – 22. siječnja 2016.                                            |
|          | Željko Jovanović     | Željko Jovanović     | SDP               | ministar znanosti, obrazovanja i sporta                                                       | 23. prosinca 2011. – 18. lipnja 2014.                                             |
|          | Vedran Mornar        | Vedran Mornar        | nestranački       | ministar znanosti, obrazovanja i sporta                                                       | 18. lipnja 2014. – 22. siječnja 2016.                                             |
|          | Tihomir Jakovina     | Tihomir Jakovina     | SDP               | ministar poljoprivrede                                                                        | 23. prosinca 2011. – 22. siječnja 2016.                                           |
|          | Veljko Ostojić       | Veljko Ostojić       | IDS               | ministar turizma                                                                              | 23. prosinca 2011. – 19. ožujka 2013.                                             |
|          | Darko Lorencin       | Darko Lorencin       | IDS               | ministar turizma                                                                              | 19. ožujka 2013. – 22. siječnja 2016.                                             |
|          | Mirela Holy          | Mirela Holy          | SDP               | ministrica zaštite okoliša i prirode                                                          | 23. prosinca 2011. – 13. lipnja 2012.                                             |
|          | Mihael Zmajlović     | Mihael Zmajlović     | SDP               | ministar zaštite okoliša i prirode                                                            | 13. lipnja 2012. – 22. siječnja 2016.                                             |
|          | Anka Mrak Taritaš    | Anka Mrak Taritaš    | HNS               | ministrica graditeljstva i prostornog uređenja                                                | 16. studenoga 2012. – 22. siječnja 2016.                                          |
|          | Predrag Matić        | Predrag Matić        | SDP               | ministar branitelja                                                                           | 23. prosinca 2011. – 22. siječnja 2016.                                           |
|          | Andrea Zlatar Violić | Andrea Zlatar Violić | HNS               | ministrica kulture                                                                            | 23. prosinca 2011. do 25. ožujka 2015.                                            |
|          | Berislav Šipuš       | Berislav Šipuš       |                   | ministar kulture                                                                              | 24. travnja 2015. – 22. siječnja 2016.                                            |

## Ocjene
Izvješće Svjetskoga ekonomskog foruma o konkurentnosti za 2014. svrstalo je Hrvatsku na šesto mjesto na ljestvici država s neučinkovitom vladom.

## Poveznice
- Vlada Republike Hrvatske
- popis hrvatskih predsjednika Vlade
- Predsjednik Vlade Republike Hrvatske

## Vanjske poveznice
- Vlada RH